# Њу Лондон (Охајо)
Њу Лондон (енгл. New London) град је у америчкој савезној држави Охајо.

## Демографија
По попису из 2010. године број становника је 2.461, што је 235 (-8,7%) становника мање него 2000. године.
| Група             | 2000.         | 2010.         |
| Белци             | 2.571 (95,4%) | 2.341 (95,1%) |
| Афроамериканци    | 68 (2,5%)     | 45 (1,8%)     |
| Азијати           | 5 (0,2%)      | 3 (0,1%)      |
| Хиспаноамериканци | 19 (0,7%)     | 27 (1,1%)     |
| Укупно            | 2.696         | 2.461         |